# Gabriel E. Rubinstein
Gabriel Ernesto Rubinstein (Buenos Aires, 9 de noviembre de 1953) es un economista argentino. Desde agosto de 2022 ocupó el cargo de secretario de política económica, hasta diciembre de 2023.
Entre 2002 y 2005 fue asesor de la Secretaría de Finanzas que comandaba Guillermo Nielsen, y Representante (alterno) del Ministro Roberto Lavagna ante el Banco Central.[cita requerida]

## Biografía
Es un economista graduado de la Universidad de Buenos Aires. Posee cursos de posgrado en IDES (1983-1984), en Macroeconomía, Microeconomía y Crecimiento Económico.[cita requerida]

### Trayectoria profesional
Fue director general de su propía consultora, Gabriel Rubinstein y Asociados. Dentro del ámbito privado, también fue director ejecutivo de la agencia calificadora de riesgo DCR-Fitch Rating Agency y de la Bolsa de Comercio Buenos Aires, así como coordinador General del Estudio Broda.[cita requerida]
Durante 8 años estuvo en Duff & Phelps, la calificadora de riesgo con sede en Chicago, fue director ejecutivo en Argentina y miembro del comité de riesgo soberano con sede en New York, hasta que la empresa se vendió a su competidora Fitch.
Fue asesor de la Dirección General del diario “El Cronista Comercial” (1990), Jefe de División de Programación Monetaria en el Banco Central de la República Argentina (1987- 1990) y Director Financiero, Mazawattee Tea Co Ltda SA (1979-1983).
Fue conferencista sobre temas de Economía, Finanzas y Calificación de Riesgo en Argentina, Brasil, Estados Unidos, entre otros. Es autor de artículos en diarios, revistas y medios especializados y ha publicado artículos en numerosos medios, como los diarios La Nación, Clarín, Cronista Comercial, Ámbito Financiero, revistas Noticias y Fortuna.

### Trayectoria docente
Fue profesor titular en UADE, en la Facultad de Economía, donde impartió cátedra de Macroeconomía (1985), así como docente en Instituto Nacional de la Administración Pública (Argentina) y UCES, en Macroeconomía y Microeconomía (1986). En la Universidad de Buenos Aires impartió cátedra sobre Planificación y Evaluación de Proyectos.[cita requerida]
Entre sus publicaciones se encuentran:
- “Consumo y Demanda de Gas Natural” (1985), por la Secretaría de Planificación del trabajo.[5]
- “La Demanda de Dinero” (1988), por el Banco Central del trabajo y en colaboración con la Lic. Alejandra Anastasi.
- “Cómo Reducir el Costo del Crédito en la Argentina” (1991), por la Fundación Argentina 2000 del trabajo y en colaboración con el Lic. Horacio Costa.[6]

Es autor de artículos académicos y del libro “Dolarización, Argentina en la Aldea Global”, publicado en 1999. Su trayectoria también abarca la cultura y la música, pues a comienzos de los 70´, integró el conjunto de vanguardia “Supermoco” y “Conciertos Aleatorios”, ambos dirigidos por Mica Reidel.
Fue tecladista, guitarrista, compositor y director del grupo Rapsodia, y primera guitarra del grupo New Oldies que llegó a ser finalista de los concursos de bandas “Beatles” que organiza The Cavern. En los últimos años, grabó 3 álbumes, llamados “Piedras de Rubí”, disponibles en YouTube y Spotify, en donde su hijo Pablo hizo las letras y él la música.

### Trayectoria pública
Fue funcionario público entre 2002 y 2005, cuando fungió como director del Banco Central de la República Argentina durante la gestión de Roberto Lavagna como ministro, tiempo en el que participó del grupo negociador de los acuerdos con el FMI y reestructuración de la deuda pública.
Entre los cargos que ha tenido en la gestión política destacan:
- Consultor sobre Sustentabilidad de la Deuda para la Oficina Presupuestaria del Congreso (2018 y 2019)
- Investigador del BID en temas relacionados con la Oficina Presupuestaria del Congreso (2018)
- Representante (alterno) del Ministerio de Economía, en el BCRA (2005).
- Asesor del ministro de Economía en temas de Política Monetaria.

Desde 2002 y hasta 2005, fue asesor de la Secretaría de Finanzas (Argentina) y participó en Comisiones de Evaluación de diversos Proyectos (Reformas al Sistema de Jubilaciones, Reformas de Impuestos y otras).
Como viceministro de economía, se encargó de ser el enlace del ministerio con el Fondo Monetario Internacional (FMI) y organismos multilaterales
Entre sus propuestas para la Secretaría de Política Económica, estuvieron trabajar en un orden macroeconómico con superávit fiscal primario y mercado unificado de cambios,acumular reservas, préstamos de BID y otros y contar con un mejor control de Importaciones a través del sistema (SIRA).